# Audrey Grez
Audrey Grez (nacida como Audrey Alejandra Grez Villarroel) es una bióloga y entomóloga chilena, especializada en la ecología de las especies en ambientes fragmentados. Actualmente se desempeña como profesora titular en la Facultad de Ciencias Veterinarias y Pecuarias de la Universidad de Chile y lidera el Laboratorio de Ecología de Ambientes Fragmentados en la misma institución.

## Biografía
Recibió el título de Bióloga en 1984 y el de Magíster en Ciencias Biológicas con la mención en Ecología en el año 1991, en la Universidad de Chile. 
En el año 2016 recibió el Premio a la Trayectoria en Ecología "Patricio Sánchez Reyes" por su contribución al desarrollo de la disciplina por parte de la Sociedad de Ecología de Chile, en la Reunión Binacional de Ecología en Misiones (Argentina). Este premio hasta esa fecha había sido entregado a siete destacados ecólogos, siendo Audrey Grez la primera mujer en recibirlo.
Durante su trayectoria ha publicado más de 110 artículos científicos 

## Publicaciones

### Libros y capítulos
- Grez, A. A., Simonetti Zambelli, J. A., & Bustamante Araya, R. (2006). Biodiversidad en ambientes fragmentados de Chile : patrones y procesos a diferentes escalas (1a. ed.). Universitaria. [8]
- Quintero, C., Garibaldi, L. A., Grez, A., Polidori, C., & Nieves-Aldrey, J. L. (2014). Galls of the temperate forest of southern south America: Argentina and Chile. En Neotropical Insect Galls (pp. 429–463). Springer Netherlands. [9]
- Simonetti Zambelli, J., Grez Villarroel, A. y Vergara, P. (2018).Fauna nativa en plantaciones forestales. Guía de campo. Universitaria.[6][10]
- Pocock, M. J. O., Chandler, M., Bonney, R., Thornhill, I., Albin, A., August, T., Bachman, S., Brown, P. M. J., Cunha, D. G. F., Grez, A., Jackson, C., Peters, M., Rabarijaon, N. R., Roy, H. E., Zaviezo, T., & Danielsen, F. (2018). A vision for global biodiversity monitoring with citizen science. En Advances in Ecological Research (pp. 169–223). Elsevier.[11]
- Manual de Ciencia Ciudadana para la Biodiversidad de Magallanes, editado por Kauyeken (2020).[12][13][14]

### Publicaciones científicas
Esta es una lista de los trabajos científicos más citados de la investigadora; para revisar el listado completo revisa el perfil de la investigadora en Google Scholar. 

## Distinciones
- Premio a la Trayectoria en Ecología "Patricio Sánchez Reyes" (2016)[16]